# Crazy Like a Fox
Crazy Like a Fox é um curta-metragem de comédia mudo norte-americano, dirigido por Leo McCarey. Lançado em 1926, foi protagonizado por Charley Chase.
O filme apresenta Oliver Hardy em um pequeno papel filmado pouco antes de sua parceria com Stan Laurel.

## Elenco
- Charley Chase - Wilson, o noivo
- William V. Mong - George, o pai da noiva
- Martha Sleeper - A noiva
- Milla Davenport - Mãe
- William Blaisdell - Gov. Harrison
- Max Asher - Mordomo
- Al Hallett - Sr. Gloom, o manobrista
- Tyler Brooke - (não creditado)
- Helen Gilmore - (não creditada)
- Oliver Hardy - vítima de Charley (não creditado)
- Jerry Mandy - (não creditado)
- Lyle Tayo - Enfermeira (não creditada)